# Церковь Димитрия Солунского в Рузе
Церковь во имя святого великомученика Димитрия Солунского — православный храм в городе Руза Московской области. Главный храм Рузского благочиния Одинцовской епархии Русской православной церкви.
Настоятель — благочинный округа протоиерей Игорь Игоревич Лепешинский.

## История
Первые упоминания церкви относятся к концу XVI века; при осаде Рузы поляками в 1618 году храм был уничтожен и восстановлен на средства прихожан в 1678 году. В 1792 году на средства мещанина города Рузы Михаила Дмитриевича Брюшкова был построен нынешний каменный храм. В 1848 году помещицей Рузского уезда Елизаветой Арсеньевой были пристроены два придела — иконы Божией Матери Утоли моя печали и Спаса Нерукотворного образа и колокольня.
Пятиглавое ярусное здание восходят к архитектуре барокко — восьмигранник нижнего здания перекрыт плоским сводом с макарнами, над которым меньший по восьмерик с главой — бывшей звонницей. На диагональных рустованных гранях стоят малые главы на граненых трибунах, фронтоны фасадов — с лучковыми и треугольными завершениями.
В 1937 году храм был закрыт, духовенство было репрессировано, в церкви расположилась артель по изготовлению валенок, потом склад, мастерские, трансформаторная подстанция, колокольня сначала использовалась как парашютная вышка, затем была снесена, в 1970—1980-е годы в здании находился промкомбинат. Возвращён верующим в конце 1989 года, в 1996 году образуется Рузское благочиние и храм становится его центральным приходом.